# Killer (Adamski-Lied)
Killer ist ein Lied, das von Adamski und Seal geschrieben wurde. Die Single Killer mit Adamski als Produzent und Seal als Sänger wurde im März 1990 veröffentlicht und brachte ihm den Durchbruch auf dem Musikmarkt. Sie erreichte Platz 1 in Großbritannien und weitere hohe Platzierungen in anderen Ländern. In Deutschland kam die Single bis auf Platz 2.
Das Stück ist u. a. auch als Teil des Soundtracks zu dem Film Fäuste – Du mußt um Dein Recht kämpfen zu hören.
Der Song findet u. a. auch Verwendung im Videospiel Forza Horizon 3.
Der auf der Single enthaltene Titel Bassline Changed My Life ist eine recht freie Instrumentalversion des Post-Disco-Klassikers Last Night a DJ Saved My Life von Indeep.

## Single
12″-Maxi
1. Killer – 5:35
2. Bass Line Changed My Life – 4:39
3. I Dream Of You – 4:45

CD-Maxi (Remix), Europa
1. Killer (Remix) – 6:27
2. Bassline Changed My Life (Remix) – 4:50
3. The N-R-G Symphony In F Minor – 8:27

## Coverversionen
Bereits ein Jahr später veröffentlichte Seal seine eigene Version und erreichte damit ebenfalls die Charts. George Michaels während eines Auftritts in der Wembley Arena live aufgenommene Interpretation wurde zusammen mit dem nahtlos darauf folgenden Papa Was a Rollin’ Stone sowohl für sein 1993 zusammen mit Queen veröffentlichtes Mini-Album Five Live verwendet als auch im gleichen Jahr zu einem Medley zusammengefasst und als Single veröffentlicht. Im Jahr 2012 trat der Sänger Mic Donet während der Casting-Show The Voice of Germany mit dem Medley auf. Diese Version erreichte durch anschließende Download-Verkäufe in den deutschen Charts Platz 76.
Weitere Coverversionen wurden von ATB (1999, Single, DE #31), Freiland (1999, Track A2 der Single Schwarz), Angel Dust (2002, Album Of Human Bondage), Sugababes (2003, B-Seite der Single Shape) und Sons and Daughters (2007, B-Seite der Single Gilt Complex) veröffentlicht. Das deutsche EBM-Duo Les Berrtas veröffentlichte 1991 auf dem Album Prolog eine Adaption mit eigenem Text. Eine deutsche Version existiert von Nina Hagen (2011, Album Volksbeat). Im Jahr 2021 brachte Alex Christensen eine mit Orchester eingespielte Version mit Seven als Sänger heraus.